# Рапти (усадьба)
Ра́пти — дворянская усадьба, расположенная в посёлке им. Дзержинского Лужского района Ленинградской области (ранее — в деревне Рапти Лужского уезда Санкт-Петербургской губернии).

## История
Село Ропти на берегу Череменецкого озера упоминается в писцовых книгах Шелонской пятины 1581 года в Петровском погосте Новгородского уезда.
Сельцо Рапти было пожаловано в 1616 году царём Михаилом Фёдоровичем Григорию Афанасьевичу Базанину. Более 200 лет оно передавалось по наследству.
Усадьба и деревня Ропти, упоминаются на карте Санкт-Петербургской губернии Ф. Ф. Шуберта 1834 года.

РОПТИ — деревня принадлежит коллежскому советнику Базанину, число жителей по ревизии: 78 м. п., 71 ж. п. (1838 год)

В 1849 году имение приобрёл Александр Андреевич Половцов, и до 1917 года усадьба Рапти оставалась во владении семьи Половцовых.

РОПТА — деревня Господина Половцова, по просёлочной дороге, число дворов — 16, число душ — 77 м. п. (1856 год)

В 1859 году согласно ревизским сказам у А. А. Половцова «в услужении находилось 300 дворовых мужчин и женщин».

РОПТИ — деревня владельческая при озере Череменецком, число дворов — 17, число жителей: 70 м. п., 72 ж. п. (1862 год)

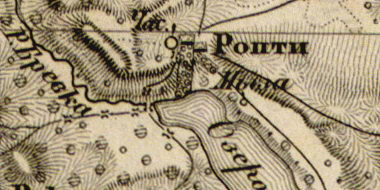
Деревня и мыза Рапти на карте 1863 года

Согласно данным «Исторического атласа Санкт-Петербургской Губернии», в 1863 году деревня и мыза назывались Ропти. В деревне действовала православная часовня.
Летом 1885 года в усадьбе гостил художник Иван Николаевич Крамской.
При сыне Александра Андреевича, Государственном секретаре Александре Александровиче Половцове в 1886—1892 годах построен усадебный комплекс в стиле регентства XVIII в. (проект И. А. Стефаница и Л. Х. Маршнера). От озера ко дворцу поднимались террасы с водными и зелёными партерами, были устроены каналы и мостики через них. Современники часто именовали усадьбу Рапти не иначе как «маленьким Версалем». На берегу Череменецкого озера находилась пристань, курсировал первый в Лужском уезде колёсный пароход, привезённый в Лугу из Санкт-Петербурга по железной дороге и спущенный на воду 14 мая 1889 года.
В XIX — начале XX века, усадьба административно относилась к Кологородской волости 2-го земского участка 2-го стана Лужского уезда Санкт-Петербургской губернии.
По данным «Памятной книжки Санкт-Петербургской губернии» за 1905 год действительный тайный советник Александр Александрович Половцов, владел землями имения Ропти и селения Берег, общей площадью 2976 десятин, из них имение составляло 1859 десятин.
Согласно областным административным данным в 1917 году в усадьбе Рапти был организован одноимённый совхоз. До 1923 года он входил в состав Ропотского сельсовета Кологородской волости Лужского уезда, затем в состав Естомичского сельсовета.
В 1918 году усадьба Рапти была взята под государственную охрану, как памятник местного значения. Во дворце расположился санаторий для работников НКВД (поэтому деревня Рапти была позднее переименована в посёлок имени Дзержинского).
По административным данным 1933 года деревня Рапти входила в состав Естомического сельсовета Лужского района.
В 1938 году население деревни составляло 650 человек.
1 января 1939 года совхоз Рапти был переименован в совхоз имени Дзержинского.
C 1 августа 1941 года по 31 января 1944 года деревня находилась в оккупации.
Дворец был взорван немцами в 1944 году во время отступления. После войны остатки усадьбы разобраны местными жителями на кирпич, парк пришел в запустение.
История усадьбы нашла своё отражение во флаге Дзержинского сельского поселения, который внесён в Государственный геральдический регистр Российской Федерации с присвоением регистрационного номера 5641.